# TLC: Tables, Ladders & Chairs 2013
TLC: Tables, Ladders & Chairs (2013) was een professioneel worstel-pay-per-view (PPV) evenement dat georganiseerd werd door de World Wrestling Entertainment. Het was de vijfde editie van TLC: Tables, Ladders & Chairs en vond plaats op 15 december 2013 in het Toyota Center in Houston, Texas.
Dit evenement zag de unificatie van het WWE Championship en het World Heavyweight Championship, dat betwist werd in een Tables, Ladders en Chairs match tussen WWE Champion Randy Orton en World Heavyweight Champion John Cena. Orton won beide titels en werd geünificeerd als het WWE World Heavyweight Championship. Het WWE Championship bleef, waardoor er een einde kwam aan het World Heavyweight Championship.

## Achtergrond
Tijdens een aflevering van Raw op 25 november 2013, confronteerde World Heavyweight Champion John Cena WWE Champion Randy Orton wie de nieuwe "Face of the WWE" zou worden. Dit leidde tot een Tables, Ladders and Chairs match tussen hen waarbij beide titels op het spel stonden.
Tijdens een aflevering van Raw op 2 december 2013, won Damien Sandow van Dolph Ziggler en werd de eerst volgende tegenstander voor het Intercontinental Championship tegen regerende kampioen Big E.

## Wedstrijden
| Nr.                                                                          | Match | Winnaar(s)                |
| ---------------------------------------------------------------------------- | --- | ------------------------- |
| 1p                                                                           | Dolph Ziggler vs. Fandango (met Summer Rae) in een een-op-een match | Fandango                  |
| 2                                                                            | CM Punk vs. The Shield in een 3-op-1 Handicap match | CM Punk                   |
| 3                                                                            | AJ Lee (c) vs. Natalya in een een-op-een match voor het WWE Divas Championship | AJ Lee (c)                |
| 4                                                                            | Big E Langston (c) vs. Damien Sandow in een een-op-een match voor het WWE Intercontinental Championship                                                                                                 | Big E Langston (c)        |
| 5                                                                            | Goldust & Cody Rhodes vs. Rey Mysterio & Big Show vs. Ryback & Curtis Axel vs. The Real Americans (Antoni Cesaro & Jack Swagger) in een Fatal-4-Way match voor het WWE Tag Team Championship            | Goldust & Cody Rhodes (c) |
| 6                                                                            | Brodus Clay vs. R-Truth in een een-op-eenmatch | R-Truth                   |
| 7                                                                            | Kofi Kingston vs. The Miz in een No Disqualification match | Kofi Kingston             |
| 8                                                                            | Daniel Bryan vs. The Wyatt Family in een 3-op-1 Handicap match | The Wyatt Family          |
| 9                                                                            | World Heavyweight Champion John Cena (c) vs. WWE Champion Randy Orton (c) in een Champion vs. Champion Tables, Ladders and Chairs match voor het World Heavyweight Championship en het WWE Championship | Randy Orton (nc)          |
| (c) huidige kampioen voor en na de match \| (nc) nieuwe kampioen na de match | |                           |